# Dahme-Floresta do Espreia
Dahme-Floresta do Espreia ou Dahme-Floresta do Spree (em alemão:  Dahme-Spreewald) é um distrito (kreis ou landkreis) da Alemanha localizado no estado de Brandemburgo.

## Cidades e municípios
| Cidades (livres) | Ämter - associações municipais | |
| 1. Königs Wusterhausen 2. Lübben (Spreewald) 3. Luckau 4. Mittenwalde Municípios (livres) 1. Bestensee 2. Eichwalde 3. Heideblick 4. Heidesee 5. Märkische Heide 6. Schönefeld 7. Schulzendorf 8. Wildau 9. Zeuthen | 1. Golßener Land 1. Drahnsdorf 2. Golßen1, 2 3. Kasel-Golzig 4. Steinreich 2. Lieberose/Oberspreewald 1. Alt Zauche-Wußwerk 2. Byhleguhre-Byhlen 3. Jamlitz 4. Lieberose1, 2 5. Neu Zauche 6. Schwielochsee 7. Spreewaldheide 8. Straupitz | 3. Schenkenländchen 1. Groß Köris 2. Halbe 3. Märkisch Buchholz2 4. Münchehofe 5. Schwerin 6. Teupitz1, 2 4. Unterspreewald 1. Bersteland 2. Krausnick-Groß Wasserburg 3. Rietzneuendorf-Staakow 4. Schlepzig 5. Schönwald1 6. Unterspreewald |
| 1sede do Amt; 2cidade | | |